# هیندنبورگ (فیلم ۲۰۱۱)
هیندنبورگ (آلمانی: Hindenburg) که در ایران با نام هیندنبرگ: آخرین پرواز از شبکهٔ ۳ پخش شد، یک تله‌فیلم دو قسمتی آلمانی به کارگردانی فیلیپ کادلباخ است که در سال ۲۰۱۱ منتشر شد. فیلمنامه این فیلم با الهام از سانحهٔ هیندنبورگ ال‌زد ۱۲۹ نگاشته شده‌است، اما داستان و وقایع آن، تخیلی و غیرواقعی است.  این فیلم که توسط شرکت تیم‌ورکس تولید شد، بودجه‌ای بالغ بر ۱۰ میلیون یورو داشت که آن را به گران‌ترین محصول داخلی آرتی‌ال تا به امروز تبدیل کرد.

## بازیگران
- مکس زیمونیشک
- لورن لی اسمیت
- گرتا اسکاکی
- استیسی کیچ
- اولریش نوتن
- هاینر لاوترباخ
- هانس ینیکه
- کریستینه پاول
- یورگن شورناگل
- یوستوس فون دونانی
- ووتان ویلکه مورینگ
- هنریک شونمان
- آلیسیا فون ریتبرگ
- سونکه مورینگ
- آندریاس پیچمن
- هاروی فریدمن